# Elmore (Gloucestershire)
Elmore é uma paróquia e aldeia de Stroud, no condado de Gloucestershire, na Inglaterra. De acordo com o Censo de 2011, tinha 219 habitantes. Tem uma área de 7,43 km².